# Stained Class
Stained Class är ett musikalbum av hårdrocksgruppen Judas Priest, släppt den 10 februari 1978. Albumet, som är gruppens fjärde studioalbum, nämns ibland som inspirationskälla till andra stilar inom heavy metal-genren, som till exempel thrash metal. Texterna är mörka och handlar i hög grad om döden. Det gör albumet till ett av gruppens mörkaste verk.

## Dolda budskap
Stained Class kom i fokus, när två amerikanska tonåringar, James Vance (19) och Ray Belknap (18), i Reno, Nevada 1985 slöt en självmordspakt efter att ha lyssnat på albumet. De ansåg sig ha hört dolda budskap som ”do it”, ”try suicide” och ”let's be dead” i låten Better By You, Better Than Me. Även låten Beyond the Realms of Death skall ha påverkat Vance och Belknap i sitt beslut. Den 23 december 1985 söp sig Vance och Belknap fulla och rökte marijuana och begav sig sedan till en lekplats vid en kyrka. Belknap placerade ett avsågat hagelgevär under sin haka och tryckte av; han dog omedelbart. Vance gjorde samma sak, men överlevde med vanställt ansikte. Han avled dock tre år senare av en överdos värktabletter. Familjerna Vance och Belknap gick 1989 till domstol där man ansåg att Judas Priests musik hade inspirerat ungdomarna att begå självmord. Åtalet ogillades dock.

## Låtförteckning
1. Exciter (Rob Halford/Glenn Tipton) – 5:34
2. White Heat, Red Hot (Tipton) – 4:20
3. Better by You, Better Than Me (Gary Wright) – 3:24 (Spooky Tooth-cover)
4. Stained Class (Halford/Tipton) – 5:19
5. Invader (Halford/Ian Hill/Tipton) – 4:12
6. Saints in Hell (K.K. Downing/Halford/Tipton) – 5:30
7. Savage (Downing/Halford) – 3:27
8. Beyond the Realms of Death (Les Binks/Halford) – 6:53
9. Heroes End (Tipton) – 5:01

### Bonusspår på 2001 års utgåva
1. Fire Burns Below (Halford, Tipton) – 6:58
2. Better By You, Better Than Me (live) (Wright) – 3:24

## Musiker
- Rob Halford – sång
- K.K. Downing – gitarr
- Glenn Tipton – gitarr, bakgrundssång
- Ian Hill – elbas
- Les Binks – trummor